# Maciej Michałek
Maciej Marcin Michałek – polski inżynier automatyki i robotyki, doktor habilitowany nauk technicznych. Specjalizuje się w robotyce oraz sterowaniu robotami mobilnymi. Adiunkt w Katedrze Sterowania i Inżynierii Systemów Wydziału Informatyki Politechniki Poznańskiej.

## Życiorys
Studia z automatyki i robotyki ukończył na Politechnice Poznańskiej w 2001, gdzie następnie został zatrudniony. Stopień doktorski uzyskał w 2006 na podstawie pracy pt. Sterowanie metodą orientowania pól wektorowych dla podklasy systemów nieholonomicznych, przygotowanej pod kierunkiem prof. Krzysztofa Kozłowskiego. Habilitował się w 2015 na podstawie dorobku naukowego i rozprawy pt. Kinematyka i sterowanie przegubowych robotów mobilnych w ujęciu kaskadowym. Członek Institute of Electrical and Electronics Engineers (IEEE, od 2009).
Współautor (wraz z D. Pazderskim) podręcznika Sterowanie robotów mobilnych. Laboratorium (Wydawnictwo Politechniki Poznańskiej, Poznań 2012, ISBN 978-83-7775-184-8). Artykuły publikował w takich czasopismach jak m.in. "International Journal of Control", "IEEE Transactions on Control Systems Technology" oraz "Robotica". Od 2011 jest członkiem rady redakcyjnej czasopisma "Journal of Intelligent & Robotic Systems".